# BNP Paribas Open 2013
BNP Paribas Open 2013 (також відомий під назвою Мастерс Індіан-Веллс 2013) — професійний тенісний турнір. Це був 40-й турнір серед чоловіків і 25-й серед жінок, відомий як BNP Paribas Open. Належав до категорії Мастерс у рамках Туру ATP 2013 і Premier Mandatory в рамках Туру WTA 2013. І чоловічі, і жіночі змагання відбулись в Indian Wells Tennis Garden Індіан-Веллсі (США) з 7 березня до 17 березня 2013 року на відкритих кортах з твердим покриттям.

## Очки і призові

### Нарахування очок
| Дисципліна                 | П    | F   | SF  | QF  | 1/8 | 1/16 | 1/32 | 1/64 | Q   | Q2  | Q1  |
| Одиночний розряд, чоловіки | 1000 | 600 | 360 | 180 | 90  | 45   | 25   | 10   | 16  | 8   | 0   |
| Парний розряд, чоловіки    | 1000 | 600 | 360 | 180 | 90  | 45   | 0    | Н/Д  | Н/Д | Н/Д | Н/Д |
| Одиночний розряд, жінки    | 1000 | 700 | 450 | 250 | 140 | 80   | 50   | 5    | 30  | 20  | 1   |
| Парний розряд, жінки       | 1000 | 700 | 450 | 250 | 140 | 80   | 5    | Н/Д  | Н/Д | Н/Д | Н/Д |

### Призові гроші
Порівняно з попереднім роком призовий фонд значно зріс і становив 5 244 125 доларів.
| Дисципліна                 | П          | F        | ПФ       | ЧФ       | 1/8     | 1/16    | Round of 64 | Round of 128 | Q2     | Q1     |
| Чоловіки, одиночний розряд | $1,000,000 | $500,000 | $225,000 | $104,000 | $52,000 | $26,000 | $16,000     | $11,000      | $2,515 | $1,285 |
| Жінки, одиночний розряд    | $1,000,000 | $500,000 | $225,000 | $104,000 | $52,000 | $26,000 | $16,000     | $11,000      | $2,515 | $1,285 |
| Чоловіки, парний розряд    | $245,000   | $125,492 | $63,220  | $32,220  | $16,993 | $9,102  | Н/Д         | Н/Д          | Н/Д    | Н/Д    |
| Жінки, парний розряд       | $245,000   | $125,492 | $63,220  | $32,220  | $16,993 | $9,102  | Н/Д         | Н/Д          | Н/Д    | Н/Д    |

## Кваліфікація

### Чоловіки, одиночний розряд

#### Сіяні учасники
| Країна          | Гравець                | Рейтинг1 | Сіяна |
| --------------- | ---------------------- | -------- | ----- |
| Сербія          | Новак Джокович         | 1        | 1     |
| Швейцарія       | Роджер Федерер         | 2        | 2     |
| Велика Британія | Енді Маррей            | 3        | 3     |
| Іспанія         | Давид Феррер           | 4        | 4     |
| Іспанія         | Рафаель Надаль         | 5        | 5     |
| Чехія           | Томаш Бердих           | 6        | 6     |
| Аргентина       | Хуан Мартін дель Потро | 7        | 7     |
| Франція         | Жо-Вілфрід Тсонга      | 8        | 8     |
| Сербія          | Янко Типсаревич        | 9        | 9     |
| Франція         | Рішар Гаске            | 10       | 10    |
| Іспанія         | Ніколас Альмагро       | 11       | 11    |
| Хорватія        | Марин Чилич            | 12       | 12    |
| Франція         | Жиль Сімон             | 13       | 13    |
| Аргентина       | Хуан Монако            | 14       | 14    |
| США             | Джон Ізнер             | 15       | 15    |
| Японія          | Кей Нісікорі           | 16       | 16    |
| Канада          | Мілош Раоніч           | 17       | 17    |
| Швейцарія       | Стен Вавринка          | 18       | 18    |
| Німеччина       | Томмі Гаас             | 19       | 19    |
| Італія          | Андреас Сеппі          | 20       | 20    |
| Німеччина       | Філіпп Кольшрайбер     | 21       | 21    |
| Україна         | Олександр Долгополов   | 22       | 22    |
| США             | Сем Кверрі             | 23       | 23    |
| Польща          | Єжи Янович             | 24       | 24    |
| Франція         | Жеремі Шарді           | 25       | 25    |
| Словаччина      | Мартін Кліжан          | 26       | 26    |
| Німеччина       | Флоріан Маєр           | 27       | 27    |
| Франція         | Жульєн Беннето         | 28       | 28    |
| Іспанія         | Фернандо Вердаско      | 29       | 29    |
| Росія           | Михайло Южний          | 30       | 30    |
| Болгарія        | Григор Димитров        | 31       | 31    |
| США             | Марді Фіш              | 32       | 32    |

- 1 Рейтинг подано станом на 4 березня 2013.

#### Інші учасники
Учасники, що потрапили в основну сітку завдяки вайлд-кард:
- Джеймс Блейк[3]
- Стів Джонсон[3]
- Томмі Робредо[3]
- Тім Смичек[3]
- Джек Сок

Нижче наведено гравців, які пробились в основну сітку через стадію кваліфікації:
- Даніель Брандс
- Меттью Ебден
- Ернестс Гульбіс
- Іво Карлович
- Даніель Муньйос де ла Нава
- Вейн Одеснік
- Гвідо Пелья
- Філіпп Пецшнер
- Вашек Поспішил
- Боббі Рейнольдс
- Дмитро Турсунов
- Міша Зверєв

#### Відмовились від участі
До початку турніру
- Браян Бейкер → її замінила  Ллейтон Г'юїтт
- Енді Роддік → її замінила  Євген Донской
- Радек Штепанек → її замінила  Тацума Іто
- Грега Жемля → її замінила  Давід Налбандян

Під час турніру
- Мікаель Льодра (травма стегна)
- Леонардо Маєр (травма спини)

### Чоловіки, парний розряд

#### Сіяні пари
| Країна   | Гравець              | Країна     | Гравець            | Рейтинг1 | Сіяні |
| -------- | -------------------- | ---------- | ------------------ | -------- | ----- |
| США      | Боб Браян            | США        | Майк Браян         | 2        | 1     |
| Іспанія  | Марсель Гранольєрс   | Іспанія    | Марк Лопес         | 7        | 2     |
| Індія    | Магеш Бгупаті        | Канада     | Деніел Нестор      | 16       | 3     |
| Білорусь | Макс Мирний          | Румунія    | Горія Текеу        | 16       | 4     |
| Швеція   | Роберт Ліндстедт     | Сербія     | Ненад Зімоньїч     | 27       | 5     |
| Пакистан | Айсам-уль-Хак Куреші | Нідерланди | Жан-Жульєн Роєр    | 27       | 6     |
| Австрія  | Юрген Мельцер        | Індія      | Леандер Паес       | 36       | 7     |
| Польща   | Маріуш Фирстенберг   | Польща     | Марцін Матковський | 37       | 8     |

- 1 Рейтинг подано станом на 4 березня 2013.

#### Інші учасники
Нижче наведено пари, які отримали вайлдкард на участь в основній сітці:
- Джеймс Блейк /  Марді Фіш
- Енді Маррей /  Джеймі Маррей

#### Відмовились від участі
До початку турніру
- Маркос Багдатіс (травма плеча)
- Томас Беллуччі (травма плеча)
- Леандер Паес (грип)
- Горія Текеу (травма литки)

### Жінки, одиночний розряд

#### Сіяні учасниці
| Країна            | Гравчиня               | Рейтинг1 | Сіяна |
| ----------------- | ---------------------- | -------- | ----- |
| Білорусь          | Вікторія Азаренко      | 2        | 1     |
| Росія             | Марія Шарапова         | 3        | 2     |
| Польща            | Агнешка Радванська     | 4        | 3     |
| Німеччина         | Анджелік Кербер        | 6        | 4     |
| Чехія             | Петра Квітова          | 7        | 5     |
| Італія            | Сара Еррані            | 8        | 6     |
| Австралія         | Саманта Стосур         | 9        | 7     |
| Данія             | Каролін Возняцкі       | 10       | 8     |
| Франція           | Маріон Бартолі         | 11       | 9     |
| Росія             | Надія Петрова          | 12       | 10    |
| Сербія            | Ана Іванович           | 13       | 11    |
| Словаччина        | Домініка Цібулкова     | 14       | 12    |
| Росія             | Марія Кириленко        | 15       | 13    |
| Італія            | Роберта Вінчі          | 16       | 14    |
| США               | Слоун Стівенс          | 17       | 15    |
| Чехія             | Луціє Шафарова         | 18       | 16    |
| Росія             | Катерина Макарова      | 19       | 17    |
| Сербія            | Єлена Янкович          | 21       | 18    |
| Чехія             | Клара Закопалова       | 22       | 19    |
| Китайський Тайбей | Сє Шувей               | 23       | 20    |
| Німеччина         | Юлія Гергес            | 24       | 21    |
| США               | Варвара Лепченко       | 25       | 22    |
| Австрія           | Таміра Пашек           | 26       | 23    |
| Німеччина         | Мона Бартель           | 27       | 24    |
| Іспанія           | Карла Суарес Наварро   | 28       | 25    |
| Росія             | Анастасія Павлюченкова | 29       | 26    |
| Румунія           | Сорана Кирстя          | 30       | 27    |
| Бельгія           | Кірстен Фліпкенс       | 31       | 28    |
| Росія             | Олена Весніна          | 32       | 29    |
| Бельгія           | Яніна Вікмаєр          | 33       | 30    |
| Казахстан         | Ярослава Шведова       | 34       | 31    |
| КНР               | Пен Шуай               | 35       | 32    |

- 1 Рейтинг подано станом на 25 лютого 2013.

#### Інші учасниці
Учасниці, що потрапили в основну сітку завдяки вайлд-кард:
- Джилл Крейбас
- Кіміко Дате[3]
- Медісон Кіз[3]
- Бетані Маттек-Сендс[3]
- Крістіна Младенович[3]
- Шахар Пеєр[3]
- Марія Санчес[3]
- Тейлор Таунсенд[3]

Учасниці, що потрапили в основну сітку завдяки захищеному рейтингу:
- Александра Дулгеру

Нижче наведено гравчинь, які пробились в основну сітку через стадію кваліфікації:
- Меллорі Бердетт
- Кейсі Деллаква
- Стефані Форец Гакон
- Сесил Каратанчева
- Мішель Ларшер де Бріту
- Міряна Лучич-Бароні
- Грейс Мін
- Гарбінє Мугуруса
- Ольга Пучкова
- Моніка Пуїг
- Еліна Світоліна
- Леся Цуренко

Як щасливий лузер в основну сітку потрапили такі гравчині:
- Стефані Фегеле

#### Відмовились від участі
До початку турніру
- Петра Цетковська → її замінила  Лорен Девіс
- Каміла Джорджі (травма правого плеча) →  її замінила Стефані Фегеле
- Кая Канепі → її замінила  Полона Герцог
- Лі На (травма лівої щиколотки) → її замінила  Ксенія Первак
- Сабіне Лісіцкі → її замінила  Мелані Уден
- Анна Татішвілі → її замінила  Сільвія Солер Еспіноза
- Серена Вільямс (бойкот турніру починаючи з 2001 року) → її замінила  Менді Мінелла
- Вінус Вільямс (бойкот турніру починаючи з 2001 року) → її замінила  Лара Арруабаррена
- Александра Возняк → її замінила  Александра Дулгеру

Під час турніру
- Вікторія Азаренко (травма правого гомілковостопного суглоба)
- Саманта Стосур (травма правої литки)

### Жінки, парний розряд

#### Сіяні пари
| Країна  | Гравчиня               | Країна   | Гравчиня                   | Рейтинг1 | Сіяна |
| ------- | ---------------------- | -------- | -------------------------- | -------- | ----- |
| Італія  | Сара Еррані            | Італія   | Роберта Вінчі              | 2        | 1     |
| Чехія   | Андреа Главачкова      | Чехія    | Луціє Градецька            | 9        | 2     |
| Росія   | Надія Петрова          | Словенія | Катарина Среботнік         | 15       | 3     |
| Росія   | Катерина Макарова      | Росія    | Олена Весніна              | 15       | 4     |
| США     | Лізель Губер           | Іспанія  | Марія Хосе Мартінес Санчес | 24       | 5     |
| Іспанія | Нурія Льягостера Вівес | КНР      | Чжен Цзє                   | 27       | 6     |
| США     | Ракель Копс-Джонс      | США      | Абігейл Спірс              | 31       | 7     |
| США     | Бетані Маттек-Сендс    | Індія    | Саня Мірза                 | 35       | 8     |

- 1 Рейтинг подано станом на 25 лютого 2013.

#### Інші учасниці
Нижче наведено пари, які отримали вайлдкард на участь в основній сітці:
- Єлена Янкович /  Міряна Лучич-Бароні
- Анджелік Кербер /  Андреа Петкович
- Світлана Кузнецова /  Флавія Пеннетта
- Петра Квітова /  Яніна Вікмаєр

## Переможці та фіналісти

### Чоловіки. Одиночний розряд
- Рафаель Надаль —  Хуан Мартін дель Потро, 4–6, 6–3, 6–4

### Одиночний розряд. Жінки
- Марія Шарапова —  Каролін Возняцкі 6–2, 6–2

### Парний розряд. Чоловіки
- Боб Браян /  Майк Браян —  Трет Х'юї /  Єжи Янович 6–3, 3–6, [10–6]

### Парний розряд. Жінки
- Катерина Макарова /  Олена Весніна —  Надія Петрова /  Катарина Среботнік 6–0, 5–7, [10–6]